# Horná Súča
Horná Súča – wieś (obec) w powiecie Trenczyn na Słowacji.

## Położenie
Wieś leży u podnóża Białych Karpat w pobliżu granicy z Republiką Czeską. Przez miejscowość przepływa potok Ječanka, będący dopływem Wagu. Najbliższymi dużymi miastami w okolicy są Trenczyn (oddalony ok. 16 km) i Powaska Bystrzyca (ok. 38 km).

## Historia
Pierwsza wzmianka o wsi pochodzi z 1208 roku, gdzie w liście darowizn dla biskupa Nitry zostaje wymieniona pod nazwą de Sucsa. W 1244 r. król węgierski Bela IV przekazał okoliczne dobra niejakiemu Bohumírowi. Najstarsze informacje o podziale Sučy zostały znalezione w dokumencie z 11 czerwca 1439 roku, gdzie opisana jest Veľká (Dolna) i Pustá (Horná) Súča. Około 1700 roku doszło do oficjalnego rozbicia miejscowości.

## Atrakcje turystyczne
- Ruiny średniowiecznej warowni na górze Krasín (512 m n.p.m.)
- Kościół pw. św. Jana Nepomucena z XVIII wieku
- Kaplica św. Michała

## Znani mieszkańcy
- Michal Rešetka - ksiądz i pisarz religijny